# Дронгові
Дро́нгові (Dicruridae) — родина невеликих горобцеподібних птахів, поширена в тропічних районах Старого Світу. Назва «дронго» походить з однієї з тубільних мов Мадагаскару, де вона посилалася на один з видів, але пізніше поширилася на всю родину.
Найбільш ймовірно родина має індо-малайське походження, Африка була колонізована ними близько 15 млн років тому. Представники родини перетнули Лінію Воллеса близько 6 млн років тому.
Це комахоїдні птахи, що зазвичай мешкають у відкритих лісах та чагарниках. Більшість видів чорні або темно-сірі, інколи з металевим відливом. Хвости у них довгі, деякі азійські види мають складні узорі на хвості. Ноги короткі, птах сидить дуже вертикально. Деякі види відомі здатностями до мімікрії.
Яйця ці птахи відкладають у гнізді, що створюється на дереві на великій висоті. Дронго дуже агресивні під час захисту гнізда і можуть атакувати набагато більших за розміром хижаків.